# 赤崎神社
赤崎神社（あかさきじんじゃ）は、伊勢神宮豊受大神宮（外宮）の末社。
伊勢神宮を構成する125社のうち三重県鳥羽市に鎮座する唯一の神社である。鳥羽市内にある伊勢神宮に関係する施設としては、赤崎神社のほかに、神宮御料鰒調製所が国崎町にある。地元では「赤崎さん」と呼ばれ、産土神として親しまれる。

## 概要
鳥羽市を南北に流れ、鳥羽湾に注ぐ加茂川の河口付近にある山崖の傾斜地中腹にあり、国道167号沿いの鳥居をくぐり、石段を上ると本殿に到達する。『神宮略記』や『志陽略誌』などの史料にも現在地に鎮座していた旨が記載されている。
社殿は神明造の板葺で玉垣に囲まれている。社殿の建つ地の左には空き地がある。ここは以前の社殿があった地とされる。

## 祭神
祭神は、荒崎姫命（あらさきひめのみこと）。鳥羽湾内の海岸から外宮に奉納する御贄（みにえ）採取の守り神とされる。神前神社と荒前神社に祀られている荒前比賣命（あらさきひめのみこと）は赤崎神社の祭神と同じ神であり、建速須佐之男命（たけはやすさのおのみこと）の子、瀬織津姫（せおりつひめ）の妹である。
建久年間の「皇太神宮年中行事六月十五日贄海神事の祭」には、悪志（あくし）・赤崎・加布良古（かぶらこ）明神を祀ると記されていた。

## 歴史
『鳥羽市史 下巻』の赤崎神社の項には創建に関する記述はない。赤崎神社の現今の鎮座地は志摩国の領域に属し、伊勢国度会郡にある伊勢神宮の所管する神社がこの地にある謂れはなく、伊勢・志摩両国の境であった妙慶川より北側（伊勢国側）にある賀多神社が赤崎神社の旧社地だったとする説がある。
現在は崖の中腹にあるが以前は海浜にあったとされる。江戸時代には舞殿（神楽殿）があったが今はない。

## 赤崎祭

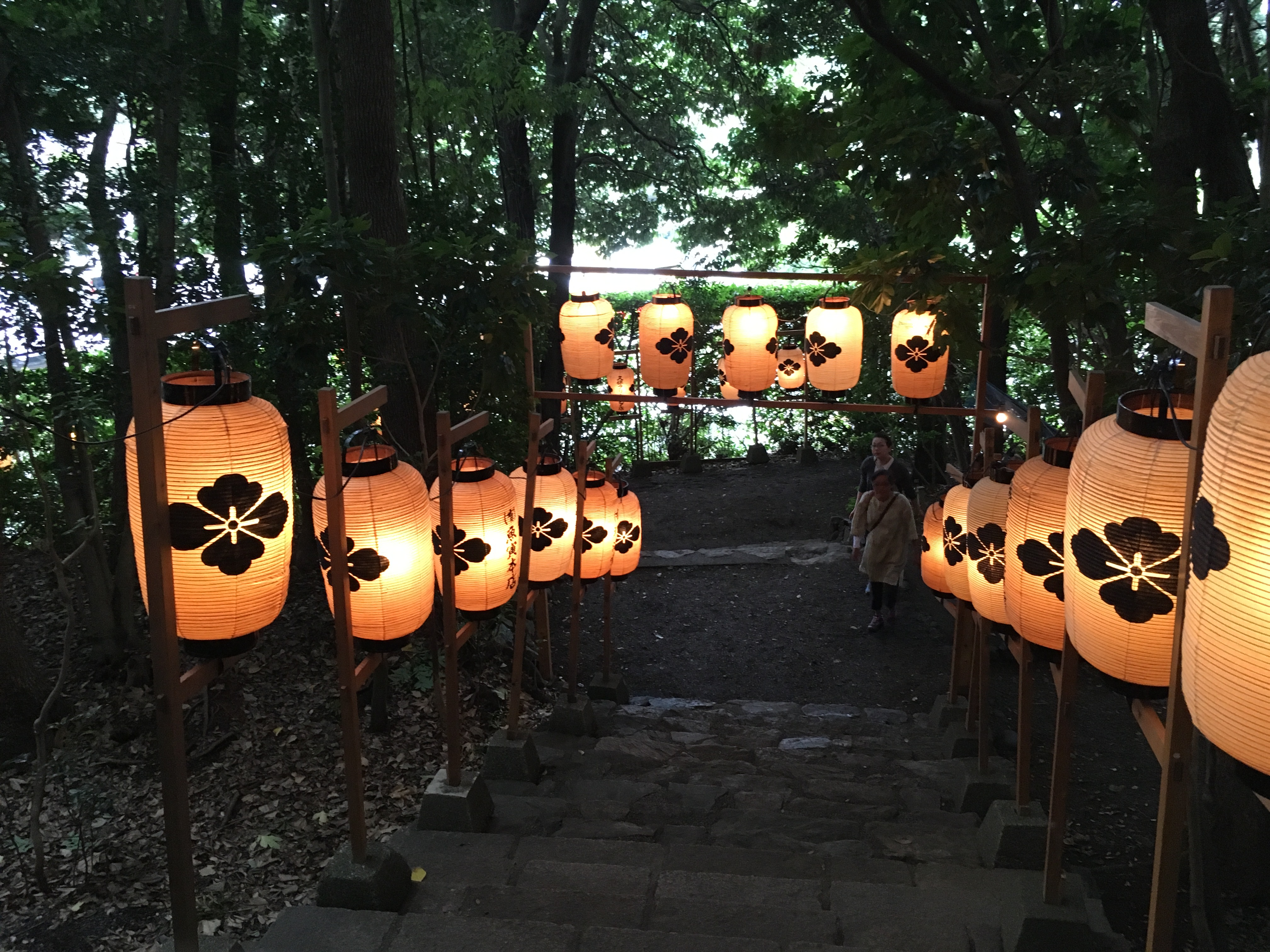
赤崎祭当日の提灯の様子

赤崎祭（あかさきまつり）は、毎年6月22日に開催される赤崎神社の祭り。祭り当日の天候は雨が多いと言われているが、夏の到来を告げる鳥羽を代表する祭りとして鳥羽周辺や鳥羽沖の離島、志摩市磯部町を中心に多くの人が訪れる。2010年（平成22年）には約8,000人の人出があった。ゆかた祭りとも言われるように、
祭りの当日は浴衣姿の老若男女が訪れて賑わう。
赤崎神社から近鉄志摩線中之郷駅にかけての道には露店が並び、100軒以上になるという。2004年（平成16年）の祭りからは、1916年（大正5年）創業の豆腐店・糀屋（こうじや）が「豆乳ソフトクリーム」の販売を始め、女性や子どもを中心に、店の人の手が腱鞘炎になるほどの客が買い求めに来るという。

### 祭りと風習
祭りの日には、月次祭の神事が境内で営まれ、崇敬会により神社の入り口で宮域から採取された杉の小枝が売られる。宮域の小枝を取り去る者が多かったことから頒与が始まったという。
この小枝を吊るしていた家では病気が流行したときに感染せずに助かったという言い伝えがあることから、各家庭の玄関に吊るすならわしがある。蘇民信仰の異形の一つであると考えられている。

## 交通
公共交通
- 近鉄志摩線志摩赤崎駅より徒歩約5分。
- かもめバス赤崎神社前下車、すぐ。

自家用車
- 国道167号沿い。鳥羽駅から国道を南下し、安楽島大橋北交差点を右折して少し行くと、右手に赤崎神社の鳥居が見られる。ただし、付近には駐車場はないので注意が必要である。